# Ostersode
Ostersode ist ein Ortsteil der Gemeinde Worpswede im niedersächsischen Landkreis Osterholz. Er besteht aus den ehemaligen Siedlungen Ostersode, Nordsode und Meinershagen.

## Geografie und Verkehrsanbindung
Ostersode liegt etwa 12 km nördlich des Kernortes Worpswede an der Landesstraße L 165.
Westlich des Ortes fließt die Hamme, ein Quellfluss der Lesum, und südlich die Rummeldeisbeek.

### Naturschutzgebiete
Südwestlich des Ortes und westlich der Hamme liegen fünf Naturschutzgebiete:
- Torfkanal und Randmoore (196,6 ha)
- Moor bei Niedersandhausen (254 ha)
- Wiesen und Weiden nordöstlich des Breiten Wassers (153 ha)
- Pennigbütteler Moor (185 ha)
- Breites Wasser (203,0 ha)

## Geschichte

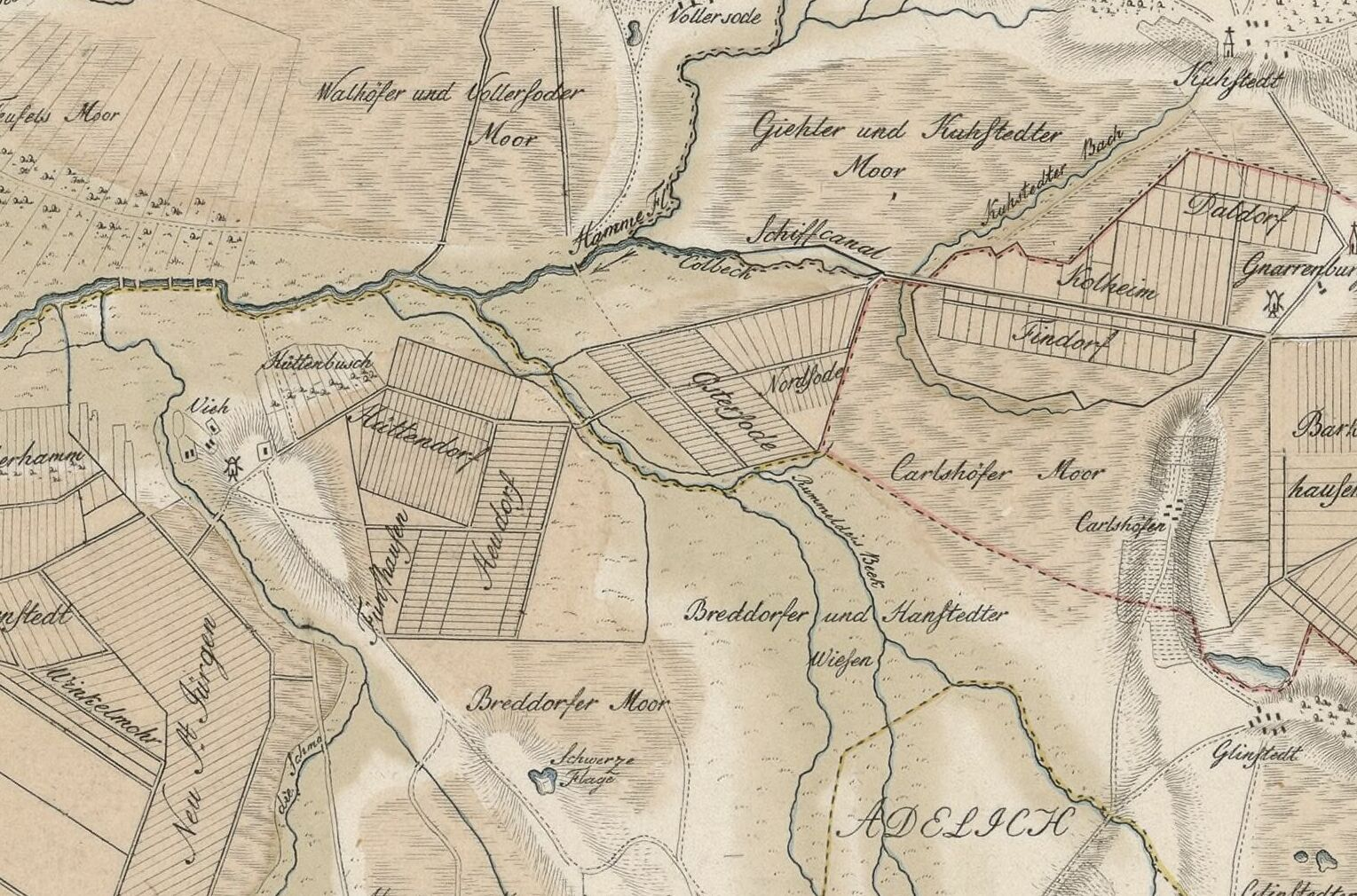
Die Anlage der Orte Ostersode und Nordsode auf einer Siedlungskarte von 1795.

Ostersode wurde im Rahmen der Moorkolonisierung des Teufelsmoores 1761 gegründet. 1789 wird angegeben, dass der Ort über 25 Häuser verfüge, in denen 138 Einwohner, darunter 83 Kinder, lebten. 1910 hatte der Ort 155 Einwohner.

## Gebäude
- Windmühle Ostersode von 1852 als Galerieholländer